# 審計監理機關國際論壇
審計監理機關國際論壇（英語：International Forum of Independent Audit Regulators，簡稱IFIAR）是一個全球會員組織，由來自54個司法管轄區的獨立審計監管機構組成。審計監理機關國際論壇於2006年在巴黎成立，其成員是來自非洲、亞洲、歐洲、北美和南美以及大洋洲的審計監管機構和監督員。自2012年以來，審計監理機關國際論壇進行年度檢查結果調查並發佈其報告。

## 外部連結
- 官方網站